# Кесьлёвский, Кшиштоф
Кши́штоф Кесьлёвский (пол. Krzysztof Kieślowski; 27 июня 1941, Варшава, Польша — 13 марта 1996, там же) — польский кинорежиссёр и кинодраматург, номинированный на «Оскар». Широко известен по циклам фильмов «Три цвета» и «Декалог».

## Ранний период жизни
Кшиштоф Кесьлёвский родился в Варшаве и рос в нескольких маленьких городках, всюду следуя за своим отцом-инженером, больным туберкулёзом, которому требовалось лечение. В шестнадцать лет он посещал краткие курсы пожарных, но бросил их через три месяца. В 1957 году, без какой-либо цели, он поступил в колледж театральных техников в Варшаве, потому что там у него были связи. Он твёрдо решил стать театральным режиссёром, но в то время не было специальных учебных программ для режиссёров, и он решил изучать киноискусство как неплохой вариант.
Покинув колледж и работая театральным костюмером, Кесьлёвский направился в Школу кинематографии в городе Лодзи, — прославленную школу, выпустившую таких великих режиссёров, как Роман Полански и Анджей Вайда. Дважды его выгоняли. Чтобы избежать службы в армии, он стал студентом отделения гуманитарных наук. После нескольких месяцев успешного ускользания от службы, он с третьего раза поступил в Школу кинематографии.
Кесьлёвский посещал её с 1964 по 1968 год, в период, когда правительство предоставило артистам большую свободу. Он очень скоро потерял интерес к театру и решил снимать документальное кино.

## Документальное кино
В своих ранних документальных фильмах Кесьлёвский сосредоточился на повседневной жизни горожан, рабочих и солдат. Хотя его фильмы и не были откровенно политическими, из-за попыток изобразить жизнь Польши он вступал в конфликт с властью. Его телевизионный фильм «Работники '71», который показывал рабочих, обсуждающих причины массовых забастовок, был показан только в сильно урезанной форме.
После «Работников '71» он обратил свой взгляд на власть в фильме «Автобиография», в котором совместил документальную хронику собраний Политбюро с историей о человеке, который находится под слежкой власти. Хотя Кесьлёвскому поверили, что его фильм был антиавторитарным, его коллеги обвиняли его в сотрудничестве с властью.
Позже Кесьлёвский говорил, что перестал заниматься документалистикой из-за двух случаев: цензуры фильма «Работники '71», которая побудила его сомневаться в возможности говорить правду при авторитарном режиме, и инцидента во время съёмок фильма «Станция» (1981), когда часть его съёмочного материала была использована как доказательство в уголовном деле. Он решил, что вымысел может не только дать большую художественную свободу, но и показать жизнь более правдиво.

## Польские художественные фильмы
Его первый недокументальный фильм «Персонал» был сделан для телевидения и выиграл первый приз на кинофестивале в Манхейме. И «Персонал», и его следующая картина «Шрам» были сделаны с чертами соцреализма и большими актёрскими составами: «Персонал» — фильм о работниках сцены, опирающийся на опыт, который он получил ещё в колледже, «Шрам» показывал потрясение маленького городка плохо спланированным промышленным проектом. Эти фильмы были сняты в стиле документального кино с большим количеством непрофессиональных актёров; как и его ранние фильмы, они изображали повседневную жизнь под бременем прогнившей системы, но без открытого комментария.
«Кинолюбитель» (1979), получивший Золотую премию и Премию Международной федерации кинопрессы XI Московского кинофестиваля, и «Случай» (1981) продолжают похожую линию, но теперь больше фокусируются на этическом выборе отдельного человека, нежели на проблемах группы людей. В тот период Кесьлёвский присоединился к «свободной группе», в которой состояли такие польские режиссёры, как Януш Киевский, Анджей Вайда и Агнешка Холланд. Его связь с этими режиссёрами (особенно с Холланд) стали причиной возмущения внутри польского правительства, и все его предыдущие фильмы вновь были подвергнуты цензуре и перередактированы, если совсем не запрещены («Случай» был запрещён внутри страны до 1987 года; почти через 6 лет после его выхода был разрешён вновь).
«Без конца» (1984) — возможно, самый политизированный его фильм, описывающий политические судебные процессы в Польше при военном положении с необычной точки зрения призрака адвоката и его вдовы. Этот фильм жёстко критиковали и правительство, и диссиденты. Начиная с этого фильма, работы Кесьлёвского стали ассоциировать с его двумя постоянными сотрудниками, — сценаристом Кшиштофом Песевичем и композитором Збигневом Прайснером. Песевич был адвокатом; Кесьлёвский встретил его, пока исследовал политические судебные дела для документальной основы фильма. Песевич стал соавтором всех его последующих картин. Прайснер написал музыкальную тему для фильма «Без конца» и почти для всех его последующих фильмов; музыкальная тема часто играет важную роль в фильмах Кесьлёвского, и многие пьесы Прайснера упоминаются в его фильмах. В таких сценах их обычно обсуждают персонажи как работы вымышленного голландского композитора ван ден Буденмаера.
«Декалог» (1988) — десять коротких картин об окраинах Варшавы, каждая из которых базируется на одной из Десяти заповедей, были сняты для польского телевидения с финансовой поддержкой Западной Германии; это наиболее одобренная критикой работа Кесьлёвского. Совместно написанные Кесьлёвским и Песевичем десять коротких эпизодов первоначально предназначались для десяти разных режиссёров, но Кесьлёвский оставил за собой контроль за этим проектом; в конце концов решили, что эпизоды будут сниматься разными операторами. Эпизоды пятый и шестой были сняты в более длинных версиях, которые позже вышли под названиями «Короткий фильм об убийстве» и «Короткий фильм о любви» соответственно. Кесьлёвский также планировал выпустить полную версию эпизода 9 под названием «Короткий фильм о ревности», но слишком большие траты заставили его отказаться от этой затеи (он мог стать его тринадцатым фильмом за год).

## Работа за рубежом
Последние четыре фильма Кесьлёвского были сняты в совместном производстве с иностранными компаниями, в основном благодаря французским деньгам и продюсеру Марину Кармицу. В этих фильмах Кесьлёвский сосредоточился на нравственных проблемах и метафизике, продолжая темы, начатые в фильмах «Декалог» и «Случай», но в более абстрактной форме, с меньшим актёрским составом, с духовными исканиями отдельных героев, а не групп людей. Польша изображалась в этих фильмах через взгляд европейцев-иностранцев. Эти последние четыре фильма стали наиболее коммерчески успешными.
В первом из этих фильмов, «Двойная жизнь Вероники» (1990), сыграла известная актриса Ирен Жакоб. Успех этой картины позволил Кесьлёвскому осуществить его амбициозный проект — трилогию «Три цвета» («Синий», «Белый», «Красный»), произведение, получившее наибольшее одобрение критики после «Декалога» и первый его международный коммерчески успешный фильм. Эта трилогия собрала призы таких престижных международных кинофестивалей, как «Золотой лев» за лучший фильм на Венецианском кинофестивале («Три цвета: Синий»), «Серебряный медведь» за лучшую режиссуру на Берлинском кинофестивале («Три цвета: Белый»), три номинации на «Оскар».

## Смерть и наследие

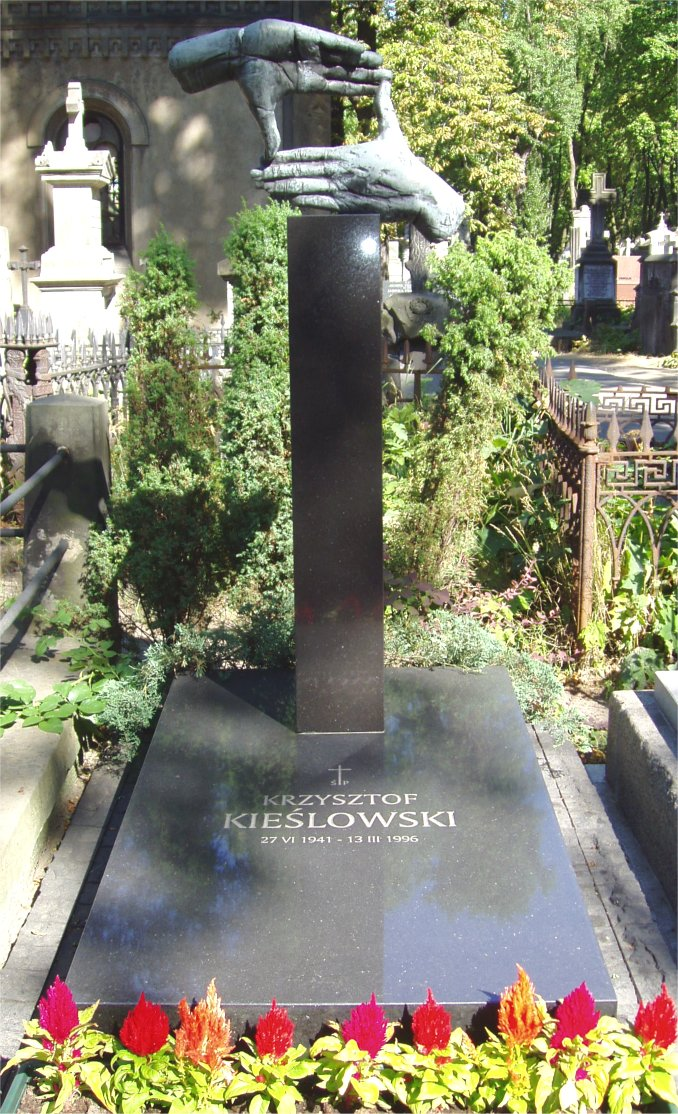
Надгробный памятник режиссёру и драматургу К. Кесьлёвскому на варшавском кладбище Старые Повонзки, работы К. Беднарского

Кшиштоф Кесьлёвский умер в 54 года 13 марта 1996 года после сердечного приступа, во время операции на сердце. Похоронен на Повонзковском кладбище в Варшаве, на участке № 23. 
Кесьлёвский всё ещё остаётся одним из наиболее влиятельных режиссёров Европы. Его работы изучаются на занятиях по киноискусству в университетах всего мира. Книга 1993 года «Кесьлёвский о Кесьлёвском» описывает его жизнь его же словами из интервью, взятых у него Дануцией Сток. Также режиссёром Кшиштофом Вежбицким снят биографический фильм «Я так себе» (1995).
Хотя Кесьлёвский утверждал, что оставит кинематограф, незадолго до своей смерти он приступил к работе над новой трилогией в соавторстве с Песевичем, которая должна была состоять из трёх частей: «Рай», «Ад» и «Чистилище», по «Божественной комедии» Данте. Единственный законченный сценарий, «Рай», был снят Томом Тыквером и показан впервые в 2002 году на кинофестивале в Торонто. Другие два киносценария на момент смерти Кеслёвского существовали в виде набросков, законченых Песевичем. Фильм «Ад» был поставлен Данисом Тановичем, режиссёром из Боснии, и выпущен в 2005 году.
Польский актёр и режиссёр Ежи Штур, который сыграл в некоторых фильмах Кесьлёвского и был соавтором сценария фильма «Кинолюбитель», срежиссировал исправленный им сценарий Кесьлёвского под названием «Большой зверь».

## Фильмография

### Документальные/короткометражные фильмы
- 1966 — Трамвай / Tramwai
- 1966 — Учреждение / Urząd
- 1967 — Концерт желаний / Koncert Życzeń (Concert Of Wishes)
- 1969 — Из города Лодзь / Z miasta Łodzi
- 1970 — Я был солдатом / Byłem żołnierzem
- 1971 — Работники '71: Ничего о нас без нас / Robotnicy '71: Nic o nas bez nas
- 1972 — Рефрен / Refren
- 1973 — Подземный переход / Przejście podziemne
- 1973 — Каменщик / Murarz
- 1974 — Первая любовь / Pierwsza miłość
- 1975 — Автобиография / Życiorys
- 1976 — Хлопушка / Klaps
- 1976 — Госпиталь / Szpital
- 1976 — Покой / Spokój
- 1977 — Я не знаю / Nie wiem
- 1978 — С точки зрения ночного сторожа / Z punktu widzenia nocnego portiera
- 1980 — Разговаривающие головы / Gadające głowy
- 1981 — Станция / Dworzec
- 1981 — Короткий рабочий день / Krótki dzień pracy

### Художественные фильмы
- 1975 — Персонал / Personel
- 1976 — Шрам / Blizna
- 1976 — Покой / Spokój
- 1979 — Кинолюбитель / Amator
- 1981 — Случай / Przypadek
- 1984 — Без конца / Bez końca
- 1988 — Декалог / Dekalog — цикл из 10 телефильмов
- 1988 — Короткий фильм об убийстве / Krótki film o zabijaniu
- 1989 — Короткий фильм о любви / Krótki film o miłości
- 1991 — Двойная жизнь Вероники / La Double vie de Véronique / Podwójne życie Weroniki
- 1993 — Три цвета: Синий / Trois couleurs: Bleu
- 1994 — Три цвета: Белый / Trois couleurs: Blanc / Trzy kolory: Biały
- 1994 — Три цвета: Красный / Trois couleurs: Rouge